# Модебадзе, Ираклий Иузайович
Ира́клий Иуза́йович Модеба́дзе (груз. ირაკლი იუზაის ძე მოდებაძე; 4 октября 1984, Тбилиси, СССР) — грузинский футболист, нападающий.

## Карьера
Первый тренер — Саша Вашакидзе. На юношеском уровне выступал за команды «Мерани-91» из Тбилиси и «Голеадор» из Москвы.
Зимой 2002 года перешёл в запорожский «Металлург». В Высшей лиге дебютировал 16 марта 2002 года в матче против киевского «Арсенала» (2:0), Модебадзе начал матч в основе но на 65 минуте был заменён на Олега Ратия. В марте 2009 года перешёл в одесский «Черноморец» на правах свободного агента. В команде не смог закрепиться и провёл всего 1 матч в Премьер-лиге. Летом 2009 года побывал на просмотре в луганской «Заре», но перешёл в запорожский «Металлург».
Выступал за молодёжную сборную Грузии и за национальную сборную Грузии, в которой сыграл 4 матча.
4 июня 2010 года на официальном сайте ФК «Металлург» (Запорожье) появилась информация о том что в новом сезоне выступать за клуб не будет, и игрок уже покинул расположение запорожского клуба.
С сентября 2010 года выступает в чемпионате Грузии, где за проведённый период своей карьеры стал двукратным чемпионом Грузии, а по итогам сезона 2014/15 сумел выиграть в споре за звание лучшего бомбардира грузинского чемпионата.

## Достижения
- Чемпион Грузии (2): 2013/14, 2014/15
- Серебряный призёр чемпионата Грузии (2): 2011/12, 2012/13
- Бронзовый призёр чемпионата Грузии (2): 2010/11, 2015/16
- Обладатель Кубка Грузии (1): 2013/14
- Обладатель Суперкубка Грузии (1): 2010/11
- Финалист Кубка Украины (1): 2005/06
- Лучший бомбардир чемпионата Грузии: 2014/15 (16 голов)